# Давидович, Всеволод Евгеньевич
Все́волод Евге́ньевич Давидо́вич (10 мая 1922, Илецк, Оренбургская губерния — 4 октября 2009, Ростов-на-Дону) — советский и российский философ, доктор философских наук, профессор, основоположник научной школы «Теория и философия культуры», заслуженный деятель науки РСФСР (1982), действительный член Академии гуманитарных наук (1994).
Специалист в области социальной философии и теории культуры.

## Биография
Всеволод Евгеньевич родился 10 мая 1922 года в городе Илецк Оренбургской губернии (ныне Соль-Илецк Оренбургской области). Был участником Великой Отечественной войны.
Из-за войны Давидович начал своё образование поздно. Лишь в 24 года он поступил на первый курс заочного отделения исторического факультета Ростовского государственного университета. В 1948 году закончил РГУ, а уже в 1950 году получил диплом и Всесоюзного заочного юридического института. После этого он начал работу над кандидатской диссертацией по теме «Советская социалистическая демократия», которую защитил в 1954 году. В 1968 году получил степень доктора наук, защитив докторскую диссертацию по теме «Проблема человеческой свободы».
Как преподаватель Всеволод Евгеньевич работал в вузах Новочеркасска, Львова, Ростова-на-Дону. С 1967 года по 1992 год он руководил кафедрой философии и культурологии Института повышения квалификации при Ростовском государственном университете.
Умер Всеволод Евгеньевич в Ростове-на-Дону 4 октября 2009 года.

## Научная деятельность
В своей научной деятельности Давидович в основном уделял внимание проблемам философской антропологии и философии культуры. Также он уделял внимание темам философии гуманистики.
Давидович обосновывал деятельностную концепцию культуры как исторически сложившейся всеобщей технологии деятельности.

### Книги
- Давидович, В. Е. Проблемы человеческой свободы : Автореф. дис… д-ра филос. наук / В. Е. Давидович ; Рост. гос. ун-т. — Ростов н/Д, 1968. — 40 с.
- Давидович, В. Е. В зеркале философии / В. Е. Давидович. — Ростов н/Д : Феникс, 1997. — 448 с. — (Знание).
- Давидович, В. Е. Социальная справедливость: идеал и принцип деятельности / В. Е. Давидович. — М.: Изд-во политической литературы, 1989. — 255 с. — (Личность. Мораль. Воспитание).
- Давидович, В. Е., Аболина, Р. Я. Кто ты, человечество?: теоретический портрет / В. Е. Давидович, Р. Я. Аболина. — М.: Молодая гвардия, 1975. — 176 с.
- Давидович, В. Е. Методика преподавания философии / В. Е. Давидович. — Ростов н/Д: Изд-во Рост. ун-та, 1971. — 108 с.
- Давидович, В. Е. Общество и личность / В. Е. Давидович. — М.: Высшая школа, 1962. — 52 с.
- Давидович, В. Е. Грани свободы / В. Е. Давидович. — М.: Молодая гвардия, 1969. — 224 с.
- Давидович, В. Е. Проблемы человеческой свободы / В. Е. Давидович; отв. ред. В. А. Каспушин. — Львов: Изд-во Львов. ун-та, 1967. — 246 с.
- Давидович, В. Е. Теория идеала / В. Е. Давидович; отв. ред. Е. Я. Режабек. — Ростов н/Д : РГУ, 1983. — 184 с.
- Жданов Ю. А., Давидович В. Е. Сущность культуры. — Ростов н/Д: Изд-во Рост. ун-та, 1979. — 263 с. (2-е изд. 2005).

### Статьи
- Давидович, В. Е. Человечество как субъект истории. Гл. XII : Будущее человечества / В. Е. Давидович // Философия: учеб. пособие для вузов /Отв. ред. В. П. Кохановский. — Ростов н/Д: Феникс, 2001. — С. 531—537.
- Давидович, В. Е. Мировая ситуация начала XXI столетия. Гл. XII : Будущее человечества / В. Е. Давидович // Философия: учеб. пособие для вузов /Отв. ред. В. П. Кохановский. — Ростов н/Д: Феникс, 2001. — С. 537—541.
- Давидович, В. Е. Глобальные проблемы. Угрозы и надежды наших дней . Гл. XII : Будущее человечества / В. Е. Давидович // Философия: учеб. пособие для вузов /Отв. ред. В. П. Кохановский. — Ростов н/Д: Феникс, 2001. — С. 542—557.
- Давидович, В. Е. Сценарии будущего. Запад — Восток — Россия в диалоге культур. Гл. XII : Будущее человечества / В. Е. Давидович // Философия: учеб. пособие для вузов / Отв. ред. В. П. Кохановский. — Ростов н/Д: Феникс, 2001. — С. 557—569.
- Давидович, В. Е. Онтология культуры : программа учебного курса / В. Е. Давидович // Культурология: учебно-методические материалы. — Ростов н/Д: Феникс, 1995. — С. 71-98. — Библиогр.: 22 назв.
- Давидович, В. Е. Философия и наука: единство и различие / В. Е. Давидович // Философия и наука. — Ростов-на-Дону : Изд-во СКАГС, 2009. — С. 36-37.
- Давидович, В. Е. Философия и новая образовательная парадигма / В. Е. Давидович, Д. А. Леусенко // Рубикон: сб. науч. работ молодых ученых: Вып. 46. — Ростов н/Д : ФГОУ ВПО «Южный федеральный университет», 2007. — С. 3-4.
- Аболина, Р. Я. Век XXI: глобализация и европейский регионализм / Р. Я. Аболина, В. Е. Давидович // Гуманитарный ежегодник. — Ростов н/Д: РГУ, 2002. — Вып.1. — С.147-163.
- Давидович, В. Е. Год 2000: прозрения, просчеты, реалии / В. Е. Давидович // Инновационные подходы в науке: теоретические и методологические проблемы социогуманитарного познания. — 1995. — С. 86-96.
- Давидович, В. Е. Рационализм и культура: третий философский конгресс в Ростове-на-Дону / В. Е. Давидович, Т. Г. Лешкевич // Гуманитарный ежегодник. — Ростов н/Д, 2003. — Вып.2. — С.104-121.
- Давидович, В. Е. Персоналистические измерения политической элиты / В. Е. Давидович // Политико-административная элита и государственная служба в системе властных отношений: тез.докл. и сообщ. Всерос. науч.-практ.конф.(Ростов-на-Дону, 10-11 сент.1996 г.). — Ростов н/Д, 1996. — Вып.1. — С.59-61. — В надзаг.: Северо-Кавказская академия государственной службы.
- Давидович, В. Е. О трех аспектах вопроса «Что такое философия?» / В. Е. Давидович, В. П. Яковлев // Предмет философии и система философского знания: тез. межвуз. регион. конф. — Челябинск, 1981. — С. 85-87.
- Давидович, В. Е. Труд и деятельность / В. Е. Давидович, В. Е. Золотухин // Диалектика субъективного и объективного в человеческой деятельности. — Краснодар, 1989. — С.13-21. — Библиогр.: 15 назв.
- Давидович, В. Е. Освоение космоса и общественное сознание / В. Е. Давидович // Диалектика в науках о природе и человеке: тр. III Всесоюз. совещ. по филос. вопросам современного естествознания: Человек, общество и природа в век НТР. — 1983. — С. 322—328.
- Давидович, В. Е. Сущность культуры и социалистический образ жизни : методологический аспект / В. Е. Давидович, М. У. Тайсумов // Диалектика интернационального и национального в культуре и образе жизни социалистического общества. — М.; Фрунзе, 1981. — С.53-54.
- Давидович, В. Е. Здоровье как наименее стесненная в своей свободе жизнедеятельность / В. Е. Давидович // Диалектико-материалистический анализ основных понятий биологии и медицины. — Киев: КГУ, 1968. — С.135-146.
- Давидович, В. Е. Памяти Валерия : [Кохановский В. П.] / В. Е. Давидович // Актуальные проблемы философии и методологии науки. — Ростов н/Д : Изд-во СКНЦ ВШ ЮФУ АПСН, 2008. — С. 278—279. — Кафедра философии и культурологии ИППК ЮФУ.
- Давидович, В. Судьба философии на рубеже тысячелетий / В. Давидович // Alma mater. — 2003. — N 3. — С. 4-12.
- Давидович, В. Е. Судьба философии / В. Е. Давидович // Вестник российского философского общества. — 2003. — N 1. — С. 21-32.
- Давидович, В. Е. Повседневность и идеология / В. Е. Давидович, Е. В. Золотухина-Аболина // Философские науки. — 2004. — N 3. — С. 5-17.
- Давидович, В. Парадоксы российского сознания / В. Давидович // Высшее образование в России. — 2002. — N 3. — С. 149—154. — Рец. на кн.: Тощенко Ж. Т. Парадоксальный человек. — М., 2001
- Давидович, В. Е. О родовой сущности человека : навстречу XV Всемирному философскому конгрессу] / В. Е. Давидович // Научные доклады высшей школы. Филос. науки. — 1973. — N 3. — С. 107—110.
- Давидович, В. Е. Специфичность и многогранность категории свободы / В. Е. Давидович // Научные доклады высшей школы. Филос. науки. — 1967. — N 1. — С. 15-20.
- Давидович, В. Е. Свобода: загадочная, желанная, многоликая / В. Е. Давидович // Научная мысль Кавказа. — 1997. — N 3.- С. 9-16.
- Давидович, В. Е. Существует ли кавказская цивилизация? : [докл.на Всерос. науч.-практ. конф."Кавказский регион: проблемы культурного развития и взаимодействия" (Ростов-на-Дону, 22-23 дек.1999 г.) / В. Е. Давидович // Научная мысль Кавказа. — 2000. — N 2.- С. 28-29.
- Давидович, В. Е. Культура как процесс / В. Е. Давидович, Ю. А. Жданов // Известия СКНЦ ВШ. Общественные науки. — 1978. — N 1. — С. 6-14.
- Давидович, В. Е. Культура мира на исходе XX столетия / В. Е. Давидович // Известия вузов. Северо-Кавказский регион. Общественные науки. — 1996. — N 4.- С. 11-15.
- Давидович, В. Е. Культурологические штудии Юрия Жданова / В. Е. Давидович // Научная мысль Кавказа. — 1999. — N 3.- С. 44-48. — Библиогр.: 6 назв.
- Давидович, В. Е. Некоторые науковедческие аспекты биохимии / В. Е. Давидович, Л. В. Жаров // Вестник Академии медицинских наук. — 1972. — N 3. — С. 60-63. — Библиогр.: 17 назв.
- Давидович, В. Е. Здоровье как философская категория / В. Е. Давидович, А. Е. Чекалов // Валеология. — 1997. — N 1. — С. 8-11.